# CajaCanarias
CajaCanarias (Caja General de Canarias) era una caixa d'estalvis canària amb seu a Santa Cruz de Tenerife. És la primera entitat financera de l'Arxipèlag Canari. CajaCanarias es va fusionar mitjançant un Sistema de Protecció Institucional amb Caja de Burgos, Caja Navarra i Cajasol creant Banca Cívica, el 2012 Banca Cívica va ser absorbida per CaixaBank i actualment aquesta antiga caixa d'estalvis és una fundació de caràcter especial accionista minoritària de l'entitat bancària liderada per «La Caixa».